# Peter Warr
 (octobre 2010).
Si vous disposez d'ouvrages ou d'articles de référence ou si vous connaissez des sites web de qualité traitant du thème abordé ici, merci de compléter l'article en donnant les références utiles à sa vérifiabilité et en les liant à la section « Notes et références ».
Peter Warr est un pilote automobile britannique et patron d'écurie né le 15 juin 1938 en Iran et mort le 4 octobre 2010 à Saint-André-et-Appelles en Gironde. Il fut le directeur de l'écurie Team Lotus entre 1982 et 1989.

## Biographie
Peter Warr né en 1938 en Iran où ses parents britanniques sont installés. Après guerre, il s'engage à 18 ans dans l'armée pour y effectuer son service militaire. Il est engagé par Colin Chapman pour gérer le service des ventes. Bon pilote engagé à titre privé, il n'accède pas à la Formule 1 mais compte des résultats notables dans d'autres catégories, principalement en Formule Junior. En 1963, il remporte le premier Grand Prix du Japon à Suzuka, sur une Lotus 23 de catégorie sport-prototype. 
En 1966, à 28 ans, il est nommé directeur de Lotus Component. En 1970, il devient manager de l'écurie en remplacement d'Andrew Ferguson puis, en 1976, il est recruté par Walter Wolf qui monte son écurie Walter Wolf Racing. Il remporte ainsi le premier Grand Prix de la saison grâce à Jody Scheckter. En 1979, l'écurie est moribonde et Warr part chez Fittipaldi Automotive où pilote Emerson Fittipaldi. Pendant trois ans, l'écurie vivote et, en quelques rares occasions, se montre compétitive avant de disparaître fin 1982. 
Fin 1982, Warr rejoint Lotus où il prend les rênes de l'équipe à la mort de Colin Chapman. En 1983, l'écurie hérite d'un moteur Renault Sport turbocompressé mais ce n'est qu'en 1985 que Warr remporte sa première course grâce à Ayrton Senna. L'écurie est de plus en plus exsangue financièrement et doit, à partir de 1986, faire appel à des seconds couteaux pour épauler les leaders. L'écurie s'effondre au départ d'Ayrton Senna remplacé par le champion du monde Nelson Piquet avec qui Warr ne s'entend pas, ce qui précipite son départ au début de l'année 1989 ; il est remplacé par Rupert Mainwaring et son adjoint Peter Collins. 
Peter Warr devient délégué permanent de la FIA en 1990 et président du British Racing Drivers' Club quelques années plus tard. Il rachète les droits de la marque Brabham après la disparition de l'écurie en 1992.  
Il vit en France dans la région bordelaise depuis le milieu des années 1990 et meurt le 4 octobre 2010 d'une crise cardiaque à 72 ans,.